# Oderint, dum metuant
Oderint, dum metuant è una locuzione latina attribuita all'imperatore romano Gaio Giulio Cesare Germanico soprannominato Caligola, che ne fruiva come proprio motto. Essa deriva probabilmente da una frammentaria tragedia del poeta e drammaturgo Lucio Accio, l'Atreus. Significa: "odino, purché temano".
Grammaticalmente il verbo oderint è perfetto logico del verbo odi, odisse, cioè "che essi abbiano concepito aborrimento", quindi odino; si noti la sfumatura aoristico-gnomica tipica del perfetto congiuntivo latino.
L'espressione si ritrova in Lucio Anneo Seneca il giovane, Dialoghi, III, 20, 4, e De clementia, I, 12, 4, e II, 2, 2, e in Gaio Svetonio Tranquillo, Gaius Caligula, XXX, 1: «Egli spesso ripeteva il verso del poeta tragico: "Odino, purché temano"».
Un concetto simile (se non si può essere amati allora è meglio essere temuti) verrà ripreso nel capitolo XVII de Il principe di Niccolò Machiavelli.